# Asi (Samoa)
Asi ist eine unbewohnte Insel vor der Ostküste von Savaiʻi in Samoa. Sie gehört administrativ zum Distrikt Faʻasaleleaga.

## Geographie
Asi ist eine winzige Insel zwischen Savai’i und Upolu.

## Klima
Das Klima ist tropisch heiß, wird jedoch von ständig wehenden Winden gemäßigt. Ebenso wie die anderen Inseln von Samoa wird Asi gelegentlich von Zyklonen heimgesucht.